# Vickers Carden Loyd Mark VI
Vickers Carden Loyd Mark VI (Mk VI) – brytyjska tankietka z okresu przed II wojną światową. Dzięki kampanii reklamowej oraz niskiej cenie był to jeden z rozpowszechnionych i znanych czołgów lat 30. XX wieku, pomimo niewielkich możliwości bojowych. Jako pierwsza udana tankietka stała się klasyczną konstrukcją, a późniejsze tankietki budowane w innych krajach były na ogół albo rozwinięciem Carden-Loyda Mk VI, albo nim inspirowane.

## Rozwój tankietek Carden-Loyd
W latach 20. brytyjscy konstruktorzy John Carden i Vivian Loyd założyli małą firmę Carden Loyd Tractor Company i rozpoczęli z własnej inicjatywy prace nad konstrukcją tankietki. W tym okresie popularna była w kręgach teoretyków wojskowych idea konstruowania pojazdów tego typu, mających w założeniu stanowić tani pojazd będący środkiem walki dla pojedynczego żołnierza, lecz brak było do tej pory udanych konstrukcji. Kolejnymi projektami Cardena i Loyda były:
- Carden-Loyd One Man Tankette - pierwszy model jednoosobowej tankietki, nieuzbrojony, 14 małych nieresorowanych kół jezdnych po każdej stronie (zbudowano 2 różniące się egzemplarze).

- Carden-Loyd Mark I - jednoosobowa tankietka z 1926 wywodząca się z One Man Tankette, z ulepszonym podwoziem, wyposażona w umieszczoną z przodu pojazdu wieżę z karabinem maszynowym (zbudowano 3 egzemplarze).

- Carden-Loyd Mark I* - modyfikacja Mark I z możliwością jazdy na trzech opuszczanych kołach (dwa duże po bokach i jedno małe z tyłu), w celu zmniejszenia zużycia gąsienic podczas przemarszów (zbudowano 1 egzemplarz).

- Carden-Loyd Two Man Tankette - dwuosobowa tankietka z 1926 z nowym, szerszym kadłubem i podwoziem zbliżonym do Mk I, w której konstruktorzy wypróbowywali różne rozwiązania techniczne (zbudowano 1 egzemplarz).

- Carden-Loyd Mark II - rozwinięcie Mk I z 1927 z ulepszonym układem jezdnym (4 większe nieresorowane koła jezdne z gumowym bandażem po każdej stronie, zbudowano 1 egzemplarz).

- Carden-Loyd Mark III - modyfikacja Mk II z dodatkowymi opuszczanymi kołami, jak w Mk I* (zbudowano 1 egzemplarz).

- Carden-Loyd Mark IV - dwuosobowa tankietka powstała z rozwinięcia poprzednich modeli, pozbawiona dachu i wieży, z 4 kołami jezdnymi po każdej stronie i dodatkowymi opuszczanymi kołami. Wprowadziła kadłub podobny do późniejszej Mk VI (zbudowano 8 sztuk). Należy wspomnieć, że oznaczenie modelu Mk IV jest często mylnie podawane zamiast Mk VI.

- Carden-Loyd Mark V - dwuosobowa tankietka, ulepszenie Mk IV, z większym tylnym opuszczanym kołem i nowymi szerszymi gąsienicami (zbudowano 1 egzemplarz).

- Vickers Carden-Loyd Mark V* - dwuosobowa tankietka powstała po przejęciu firmy przez koncern Vickers w 1928, rozwinięcie Mk V z ulepszonym zawieszeniem z 4 kołami jezdnymi po każdej stronie, zblokowanymi w dwa resorowane wózki (zbudowano ok. 9 egzemplarzy).

Uwaga: powyższe dane odnośnie do modeli i wielkości produkcji oparte są na monografii Armour in Profile nr 16. W literaturze spotyka się także inne dane.

## Vickers Carden Loyd Mk VI
Po produkowanych w małych seriach dotychczasowych modelach, konstruktorzy opracowali pod koniec 1928 najbardziej udany model - Mark VI. Był on rozwinięciem Mk V*, pozbawionym możliwości korzystania z niepraktycznej trakcji kołowej. Ulepszono opancerzenie przez zastosowanie z przodu kadłuba płyty pancernej, wraz z wystającą osłoną dla niechronionego dotąd mostu napędowego. Inną widoczną różnicą było dodanie dwóch pojemników nad gąsienicami w tylnej części kadłuba. Pojazd uzbrojony był standardowo w chłodzony wodą ciężki karabin maszynowy Vickers kal. 7,7 mm (.303 cala), zamocowany z przodu na zewnątrz pojazdu (jedynie jego tylce i część komory zamkowej była w obrębie przedziału bojowego). Podobnie jak we wcześniejszych dwuosobowych modelach, dwóch członków załogi - kierowca po lewej i strzelec po prawej - zajmowało miejsca obok siebie, przedzielone silnikiem. Przedział bojowy był otwarty od góry, lecz w późniejszych modelach eksportowych zastosowano dwie indywidualne osłony głów załogi, odchylane do tyłu, w kształcie piramidek.
Dalszym rozwinięciem był Vickers Carden-Loyd Mark VIb. Pomimo zbliżonego oznaczenia, model ten odróżniał się zarówno nowym, bardziej zwartym kadłubem, z przedziałem bojowym zamykanym od góry płytami, odchylanymi do przodu i do tyłu, a także nowym zawieszeniem, z dodanymi po każdej stronie dwoma kółkami podtrzymującymi górną część gąsienicy.

## Służba
Około 325 (inne dane: 348) pojazdów Vickers Carden-Loyd Mark VI używano w Wielkiej Brytanii w kilku wariantach, głównie jako transportery karabinu maszynowego, w mniejszej części transportery lekkich moździerzy, ciągniki lekkich działek lub pojazdy z wytwornicą zasłony dymnej. Na skutek skutecznej akcji reklamowej, mniejsze partie tych pojazdów służyły w 16 armiach świata, mimo wad, jak bardzo słabe resorowanie, które uniemożliwiało długą jazdę w terenie, słabe opancerzenie i zasięg. Licencję na ich produkcję zakupiło kilka europejskich państw, m.in. Polska, Francja, ZSRR, Włochy i Czechosłowacja, lecz jedynie we Włoszech wyprodukowano krótką serię pod oznaczeniem CV 29. W Polsce, ZSRR i Czechosłowacji natomiast opierając się w większym lub mniejszym stopniu o konstrukcję Carden Loyda, opracowano własne, ulepszone tankietki (TK-3, TKS, T-27, Tančik vz.33), charakteryzujące się przede wszystkim zamkniętym od góry przedziałem załogi (najbardziej od brytyjskiego wzorca odbiegały polskie konstrukcje). Francja i Włochy ponadto zbudowały własne, zbliżone koncepcyjnie pojazdy (Renault UE i CV 33). Wiele państw kupowało pojedyncze egzemplarze tankietki Cardena i Loyda. W niektórych stanowiły jedyny sprzęt "sił pancernych". Oto wykaz państw posiadających egzemplarze Mk VI:
- Belgia: 1 egzemplarz i licencja dla Fabrique Nationale
- Boliwia: 2 egzemplarze Mk VIb, użyte podczas wojny o Chaco
- Chile: 6 egzemplarzy zakupionych w roku 1930, w 1939 roku przezbrojone w nkm Breda 20 mm
- Czechosłowacja: 3 egzemplarze (i produkcja 74 własnych ulepszonych czołgów Tančik vz.33)[2]
- Francja: 1 egzemplarz (i produkcja 6 ulepszonych transporterów Latil)
- Holandia: 5 egzemplarzy
- Japonia: 6 egzemplarzy Mk VIb (oznaczone typ Ka, błędnie oznaczane jako typ 88[3] oraz powstałe na ich bazie pojazdy Type 94 Te-Ke)
- Kanada: 1 nieuzbrojony egzemplarz Mk VIb
- Łotwa: 1 egzemplarz
- Polska: 10 lub 11 egzemplarzy (i produkcja około 600 własnych konstrukcji TK-3 i TKS)
- Portugalia: 6 egzemplarzy
- Rumunia: nieznana liczba
- Szwecja: 1 egzemplarz (i 1 egzemplarz Mk V*)
- Szwajcaria: nieznana liczba, uzbrojone w karabin maszynowy Maxim
- Syjam: 60 egzemplarzy (w tym 30 Mk VIb)
- Włochy: 29 egzemplarzy oraz produkcja 21 licencyjnych CV 29
- ZSRR: 20 egzemplarzy (i produkcja 3297 ulepszonych T-27)[4]